# Кутилин, Борис Иванович
Борис Иванович Кутилин (родился 10 июля 1951 г. в селе Новоивановка Приаргунского района Читинской области) — российский спортивный функционер, Председатель федерации футбола Забайкальского края в 2001—2012 годах, Председатель федерации хоккея с мячом Забайкальского края в 2001—2012 годах, Президент «Детской футбольной лиги» Забайкальского края в 2001—2012 годах, президент совета ветеранов футбола Забайкальского края, Заслуженный работник физической культуры и спорта Забайкальского края.
Футболом начал заниматься в возрасте семи лет, участвовал в первенствах района, области. С 14 лет он выступал в составе взрослой футбольной команды поселка Первомайский.
Спортивная карьера:
1968—1970 —  Смена (футбольный клуб, Комсомольск-на-Амуре)
1970—1975 —  Амур (футбольный клуб, Благовещенск)
1972, 1975 — Победитель зонального турнира второй лиги чемпионата СССР
1974 — Бронзовый призёр зонального турнира второй лиги чемпионата СССР
1972 — Бронзовый призёр чемпионата РСФСР
Спортивная деятельность:
2001—2012 —  Председатель федерации футбола Забайкальского края
2001—2012 —  Председатель федерации хоккея с мячом Забайкальского края
2001—2012 —  Президент «Детской футбольной лиги Забайкальского края»
2012 —  Председатель совета ветеранов футбола Забайкальского края
Кутилин, Борис Иванович
Борис Кутилин: вся жизнь посвящена футболу
советский футболист, полузащитник.